# Championnat du monde junior de hockey sur glace 1977
Navigation
Canada 1978
La première édition du championnat du monde junior de hockey sur glace a eu lieu en Tchécoslovaquie dans les villes de Banská Bystrica et Zvolen du 22 décembre 1976 au 2 janvier 1977. Les deux villes font aujourd'hui partie de la Slovaquie.

## Déroulement de la compétition
Les huit équipes inscrites pour ce premier championnat du monde junior (Allemagne fédérale, Canada, États-Unis, Finlande, Pologne, Suède, Tchécoslovaquie et URSS) jouent chacune un match contre les autres équipes et sont par la suite classées pour déterminer le premier champion du monde junior.

## Résultats
|        | URSS | Can. | Tch. | Fin. | Suè. | All. | U.S.A. | Pol. |
| ------ | ---- | ---- | ---- | ---- | ---- | ---- | ------ | ---- |
| URSS   |      | 6–4  | 4–0  | 10–6 | 4–2  | 2–1  | 15–5   | 10–1 |
| Can.   | 4–6  |      | 4:4  | 6–4  | 5–3  | 9–1  | 8–2    | 14–0 |
| Tch.   | 0–4  | 4–4  |      | 2–3  | 4–2  | 8–2  | 5–2    | 9–0  |
| Fin.   | 6–10 | 4–6  | 3–2  |      | 4–5  | 4–1  | 6–3    | 8–2  |
| Suè.   | 2–4  | 3–5  | 2–4  | 5–4  |      | 5–0  | 5–8    | 6–5  |
| All.   | 1–2  | 1–9  | 2–8  | 1–4  | 0–5  |      | 4–3    | 9–2  |
| U.S.A. | 5–15 | 2–8  | 2–5  | 3–6  | 8–5  | 3–4  |        | 2–2  |
| Pol.   | 1–10 | 0–14 | 0–9  | 2–8  | 5–6  | 2–9  | 2–2    |      |

## Classements
|        | Équipe             | PJ | V | N | D | BP | BC |
| ------ | ------------------ | -- | - | - | - | -- | -- |
| Or     | URSS               | 7  | 7 | 0 | 0 | 51 | 19 |
| Argent | Canada             | 7  | 5 | 1 | 1 | 50 | 20 |
| Bronze | Tchécoslovaquie    | 7  | 4 | 1 | 2 | 32 | 17 |
| 4      | Finlande           | 7  | 4 | 0 | 3 | 35 | 29 |
| 5      | Suède              | 7  | 3 | 0 | 4 | 28 | 30 |
| 6      | Allemagne fédérale | 7  | 2 | 0 | 5 | 18 | 33 |
| 7      | États-Unis         | 7  | 1 | 1 | 5 | 25 | 45 |
| 8      | Pologne            | 7  | 0 | 1 | 6 | 12 | 58 |

Les jeunes joueurs soviétiques sont donc les premiers champions du monde junior avec sept victoires en autant de matchs.

## Sources
- (de) Cet article est partiellement ou en totalité issu de l’article de Wikipédia en allemand intitulé « Eishockey-Weltmeisterschaft 1977 » (voir la liste des auteurs).